# Ferdinando Martini (1889-1953)
Ferdinando Martini (San Marco di Lucca, 27 dicembre 1889 – Roma, 31 ottobre 1953) è stato un politico italiano.

## Biografia
Nato nel 1889 a San Marco, una frazione del comune di Lucca, Ferdinando Martini si diplomò geometra, ma dovette interrompere la sua professione per partecipare alla prima guerra mondiale come ufficiale del Genio, raggiungendo il grado di tenente e ottenendo una croce di guerra al valor militare. Nel primo dopoguerra, oltre a fondare l'Associazione reduci, aderì al Partito popolare italiano e collaborò attivamente col parroco di San Marco don Pietro Tocchini, fondatore delle prime leghe bianche dei lavoratori in provincia di Lucca.
Nelle elezioni del 31 ottobre 1920, fu eletto consigliere comunale e in seguito nominato assessore ai Lavori pubblici della giunta guidata dal popolare Pietro Pfanner. Martini mantenne tale incarico fino al 1923, quando il Consiglio comunale di Lucca fu soppresso dal fascismo. All'indomani dello scioglimento dell'amministrazione comunale, fu nominato dall'arcivescovo di Lucca, monsignor Arturo Marchi, presidente della Giunta diocesana dell'Azione cattolica, carica che ricoprì fino a metà degli anni trenta. Al momento del crollo del regime fascista Ferdinando Martini era un dirigente diocesano dell'Azione cattolica, nella veste di responsabile dell'azione sociale, e, dopo l'8 settembre 1943, partecipò alla lotta clandestina e rappresentò insieme a Giovanni Carignani la Democrazia Cristiana (DC) all'interno del Comitato di liberazione nazionale (CLN) di Lucca. Dopo la liberazione di Lucca fu nominato dal CLN presidente dell'Ente comunale di assistenza ed inoltre fu commissario prefettizio su nomina del Comando alleato, deputato provinciale, e dirigente dell'Ufficio provinciale di assistenza.
Dall'aprile del 1946 al 1948 fu il primo sindaco di Lucca eletto e fino al 1951 mantenne l'incarico di assessore ai Lavori pubblici. Nel 1948 fu eletto senatore per la DC nella I legsilatura della Repubblica e il 7 giugno 1953 gli fu rinnovata la fiducia. Al senato fece parte delle Commissioni agricoltura, Lavori pubblici, Industria e commercio e in quella veste fu relatore di numerosi progetti di legge. Partecipò anche alla Commissione speciale per l'esame dei provvedimenti a favore delle popolazioni colpite da alluvioni e della Commissione tecnico-politica per l'attuazione della riforma agraria. Fu presidente e membro di molte istituzioni benefiche.
Ferdinando Martini morì a Roma il 31 ottobre 1953.